# Franz Korinek
Franz Korinek (* 20. Mai 1907 in Schlösslhof, Böhmen; † 2. Juni 1985 in Wien) war ein österreichischer Jurist und Politiker (ÖVP).

## Leben
Franz Korinek, Sohn eines Kaufmanns, besuchte ein Bundesgymnasium in Wien und studierte dann Rechtswissenschaften an der Universität Wien. 1931 wurde er zum Dr. jur. promoviert. Im „Ständestaat“ von 1934 bis 1938 war er leitender Sekretär des Landesgewerbeverbandes Kärnten.
Im Zweiten Weltkrieg leistete er drei Jahre Wehrdienst. In der weiteren Kriegs- und Nachkriegszeit von 1941 bis 1947 konnte er als selbstständiger Rechtsanwalt in Wien arbeiten.
Von 1948 bis 1950 war er Kammeramtsdirektor der Wiener, von 1950 bis 1966 Generalsekretär der gesamtösterreichischen Handelskammer, der gesetzlichen Interessenvertretung mit Pflichtmitgliedschaft jedes Unternehmers.
1963 / 1964 übernahm er in der nur ein Jahr amtierenden Bundesregierung Gorbach II, einem Kabinett der großen Koalition mit der SPÖ, für die ÖVP das Amt des Finanzministers. Wie es seiner beruflichen Laufbahn entsprach, blieb Korinek auch als Politiker Befürworter der Sozialpartnerschaft; die ÖVP schlug allerdings ab 1964 (Bundesregierung Klaus I) einen etwas „kantigeren“ Kurs ein, der 1966 zu einer ÖVP-Alleinregierung führen sollte. Er wurde am Meidlinger Friedhof bestattet.
Franz Korinek war Vater von Karl Korinek, 2003–2008 Präsident des Verfassungsgerichtshofes.
Er war seit 1950 Ehrenmitglied der katholischen Studentenverbindung KAV Bajuvaria Wien im ÖCV.